# Борис Савић
Борис Савић (Требиње, 18. јануар 1988) бивши је српски и босанскохерцеговачки фудбалер. Након играчке каријере ради као фудбалски тренер.

## Kаријера

### Играч
Рођен је у Требињу 18. јануара 1988. године. Фудбалску каријеру је започео у Србији играјући за млађе категорије Црвене звезде из Београда. Као сениор почео је да игра у српским нижелигашима Таванкут, Палић, Синђелић Београд и Хајдук Београд. Након што се кратко задржао у Лакташима, опет се вратио у Србију, потписавши уговор са Радом, а пре тога је био на проби у немачком тиму Минхен 1860. Након тога, играо је за сарајевски Олимпик, бањалучки Борац (са којим је освојио Куп Републике Српске у сезони 2011/12) и Рудар из Приједора. Кратко је током 2014. године играо за Морнар из Бара у црногорској Првој лиги.
Потписао је уговор са јужноафричким клубом Морока Свалоуз 2014. године, пропустио је прве две утакмице клуба због одлагања да му се изда радна дозвола. Након што му је дозвољено да игра, Савић је због задобијене повреде морао да се подвргне операцији. Касније је напустио тим из Јужне Африке јер му је мајка била болесна и питао је клуб да ли може да се врати у Требиње.
Убрзо након што је напустио Мороку, Савић је одлучио да заврши играчку каријеру.

### Тренер
Годину дана након што је завршио играчку каријеру, Савић је добио УЕФА Про лиценцу за тренера. Почео је као главни тренер клуба Јединство Жеравица, а у лето 2017. преселио се на Кипар где је постао помоћни тренер Владана Милојевића у Алки Ороклини.
У мају 2018. године вратио се у Јединство из Жеравице. У 2019. години освојио је Другу лигу Републике Српске — Запад, а клуб је изборио улазак у Прву лигу Републике Српске. Међутим, дана 4. јула 2019. године Јединство је одлучило да из финансијских разлога не учествује у сезони Прве лиге Српске у сезони 2019/20.
Дана 27. маја 2019, убрзо након освајања лиге с Јединством, напустио је тај клуб и постао нови тренер Звијезде 09 из Бијељине који се такмичи у Премијер лиги Босне и Херцеговине. У својој првој лигашкој утакмици као тренер Звијезде, клуб је 20. јула 2019. код куће изгубио од Тузле резултатом 1:5. Дана 31. августа 2019. Савић је одлучио да напусти Звијезду 09 након лошег почетка сезоне 2019/20.

## Трофеји

### Играч
Борац Бања Лука
- Куп Републике Српске: 2011/12.

### Тренер
Јединство Жеравица
- Друга лига Републике Српске — Запад: 2018/19.